# Hebe divaricata
Hebe divaricata é uma espécie de planta do gênero Hebe.